# 極道の妻たち 決着
『極道の妻たち 決着』（ごくどうのおんなたち けじめ）は、1998年公開の日本映画。主演は、岩下志麻。監督は、中島貞夫。通称『極妻（ごくつま）』シリーズの第10作目。岩下版としては、8作目。岩下の劇場シリーズの一応完結作となっている。キャッチコピーは、「さらば、姐。」。
ちなみに次作からの『極妻』シリーズは、主演に高島礼子を迎え東映ビデオ制作作品となった。本作では、大阪を舞台にヤクザ組織の一人の若手幹部が殺された後、組長妻が親しい者の協力を得て事件の裏にある真相を探る。また、組員に加えて外部の人間を巻き込んでの大金を巡るやり取りも描かれている。

## あらすじ
10月、大阪の井手組組長を夫に持つ妻・井手春日（岩下志麻）のもとに若手幹部・秋葉吟二（竹内力）の死と夫逮捕の知らせが入る。犯人は以前井手組の客人だった玉城元真（トミーズ雅）で、警察に自首した彼は「組長に命令された」と証言するが春日は信じられない。3ヶ月前の玉城が客人として井手組の本家に滞在していた頃、吟二はホテル建設への融資を信金の理事長から約束された。そんな中吟二の妻・杏子（とよた真帆）は行き倒れ寸前の男・五橋東造（愛川欽也）と出会い、彼もまた本家の客人として玉城と相部屋で過ごし始めた。
その後理事長の不祥事によりホテルの融資話が白紙になるが、吟二は彼の莫大な隠し金の情報を掴んだ。吟二は兄貴分・名越兼良（中条きよし）と協力して理事長から金を出させようとするが、相手が組長に泣きついたため失敗に終わった。吟二が殺されたのは何とか事業再開に目処がついたその矢先で、杏子に恩を感じていた東造は独自に玉城のことを調べる。東造は、「手術代の必要な玉城は組員の誰かに金で吟二殺しを命じられた」との情報を入手し、内密に春日に伝える。
春日は杏子に極道の女房として自らけじめを取ることを約束した後、人を使って玉城の妻を大阪に呼び寄せる。春日と杏子は、「玉城に真実を話させるべき」と訴えて妻を拘置所に向かわせて説得に当たらせる。翌日春日は玉城から「吟二の子分から命じられた」との証言を得るが、数日後彼が自殺したことで黒幕がいることに気づく。杏子と東造が吟二の子分を詰問すると黒幕は名越と判明するが、彼は陰で井手組を牛耳ることを企み着々と仲間を増やしていた。
その後名越は信金の理事長の30億円もの隠し金を手に入れるが、それは言わば吟二からかすめ取ったも同然の金だった。その金の中から名越は親しい幹部に分け前として5億円を渡すが、吟二殺しの真実を知って反旗を翻した彼を殺してしまう。春日はアリバイを証明して夫の釈放にこぎつけると幹部会を開き、名越たちに夫の組長引退を伝える。加えて春日は夫の最後のはなむけに“秋葉の追善の花会”と称した賭場を開くことにし、儲けを遺族である杏子に贈ることを了承させる。
花会当日、人里離れた旅館で杏子が見守る中外部の客人に混じり名越や賭博好きな東造も手本引に興じる。しばらくして名越は胴元となって東造に一対一の勝負を持ちかけるが、実は東造は名うての賭博師だった。そこに現れた春日は幹部の妻から託された5億円を東造の掛け金に上乗せすると、大勝負に負けた名越は億単位の有り金全てを持っていかれる。この勝負を持って花会が幕を下ろした後、憤る名越や彼の手下を相手に春日は銃を取り出し井手一家の姐として最後のけじめをつける。

## キャスト
井出春日
演 - 岩下志麻
大阪の井手組組長の妻。井手組本家では、これまで刑務所帰りなどの訳ありの人物を客人として迎え、空き部屋で数日間寝泊まりさせ仕事をあてがい食事の世話などをしてきた。新事業に力を入れる秋葉夫妻を気にかけており、吟二の生前杏子に自身のへそくりの500万円ほどになる株券を渡すなどしてきた。肝の座った性格だが思いやりもある。吟二が殺された後、杏子・彩子・東造たちと協力して事件の真実を探り始める。また同時に夫の逮捕後無実を信じて面会に訪れたり、玉城の「組長と会っていた日」と証言したアリバイを崩しに奔走する。“秋葉の追善の花会”で極道の女房として自らけじめをつけようとする。趣味は茶道。
秋葉杏子
演 - とよた真帆
井手組幹部である吟二の妻。井出組の事業の一つである井出興業の経営を夫婦で任されている。この10年間事業家として真面目に働く吟二を支えてきた。信金からの融資が取りやめになった直後、鴨居に掛け合う。趣味は競輪を見ること。妊娠中だったが、吟二の死のショックで流産する。吟二がいた頃は明るく優しい性格だったが、その後は夫の無念を晴らすため相手に圧力もかける気概のある性格に変わる。
名越兼良
演 - 中条きよし
井出組幹部で傘下の名越組組長。吟二と親しくしており、彼が岩岡の隠し金の情報を掴んだ後彼に協力して臨時総代会に総会屋として乗り込む。金好きで強欲な性格でそれなりに羽振りのいい生活をしており、趣味の高級腕時計を短期間でかなり高額なものを買い替えて身につけている。しかしその後秘密裏に吟二を裏切り、様々な方法で自身の味方となる人物を引き入れ、繋がりを強固にして井手組を牛耳ろうとする。
五橋東造（ごきょうとうぞう）
演 - 愛川欽也
ギャンブル好きな旅人。和歌山県那智勝浦町出身。吟二が生きていた頃に競輪場の通路で空腹で座り込んでいた所、偶然通りかかった杏子に食事をごちそうになる。無職だったため杏子を通じて春日を紹介してもらい本部の客人として暮らしながら事務の仕事を手伝い始める。非常に腰が低く義理堅い性格。実は流れ者の名うての賭博師で、10年間の服役を終えて刑務所から出所したばかりということが後に判明する。

### 井手組（傘下の組員たち）
番水司郎
演 - 大杉漣
井出組幹部で、番水組組長。杏子の実兄。吟二に目をかけており、ある時彼が堅気になると言い出して井手から暴力を振るわれる彼を守ろうとする。ヤクザだった父を持ち、杏子には堅気の人間との結婚を願っていたが極道者の妻となったため不満に思っている。会社を経営しているがバブル崩壊の影響で経営状態は芳しくない。名越とは兄弟分として親しくしているが、金の亡者のような考え方のヤクザが嫌いなため反発する所もある。しかしその後徐々にその考えが変わり始める。
秋葉吟二（ぎんじ）
演 - 竹内力
井出組若手幹部で、秋葉組組長。井出から我が子のように可愛がられてきた。10年前に事業家としての活動に重点を置き真面目に働いてきたが、3ヶ月前に命を懸けてホテル事業に乗り出すが、建設直前に信金の岩岡と融資話を巡ってトラブルになる。趣味はトレーニングジムでの筋トレ。事業が成功したら堅気になるつもりだったが、玉城に殺されてしまう。
徳田甫
演 - 金山一彦
秋葉組若頭で、吟二の子分。以前から秋葉だけでなく名越や番水たちとも一緒にゴルフをするなど親しくしてきた。名越のことを“おじご”と呼んでいる。吟二の生前、ある日名越から玉城を紹介されて吟二を裏切って名越につくよう誘われる。東造が玉城のことを調べていることに気づき、暴力を振るう。吟二の死後杏子が入院したのをいいことに、勝手に井出興業の社長となる。
工藤雄太
演 - 山本太郎
秋葉組若手構成員。秋葉夫妻や徳田の色々な外出時に付き添っているが、3人の中でも特に吟二を慕っている。ある日ジムで体を鍛える吟二に付き添った所、彼が玉城に襲撃されるのを見てしまうが、その後徳田が関わっていたことを知り彼に恨みを持ち始める。
かいだ
演 - 岩尾正隆
名越組の幹部。名越、吟二とゴルフに行くなど親しくしている。信金の臨時総代会に名越や他の組員と共に押しかけ、公の場で岩岡に隠し金の在り処を吐かせようとする。

### 井手組（本家の組員）と玉城
井出篤志
演 - 名古屋章
井手組組長で春日の夫。吟二と金銭トラブルになった岩岡から泣きつかれて間に入って事を収めようとするが、吟二が反発したことに激怒して破門する。吟二殺しの直後、玉城の「組長命令で殺した」という証言により罪を着せられて拘置所暮らしとなる。井手組の男たちには強気な言動をしているが若干気が弱い所があり、春日に強く出られると及び腰になることもある。高血圧の症状を持つ。趣味は一人旅で時々数日間家を空けて遠出している。
霜田行男
演 - 野口貴史
本家の運営会社・井出興業のベテラン組員。会社では、事務職を担当し経理や電話で取引先との交渉などをしている。春日から指示を受けて東造を客人の部屋に案内し、ここでの生活に必要なことを簡単に説明する。その後吟二が殺されたとの電話を受け、春日に伝える。
江川達次
演 - 橋本さとし
本家の若手組員。非常に金にがめつい性格で良くも悪くも商売根性がある。金のためなら妻に美人局の役目を頼んで他の男と関係を持たせて相手の男から金をせしめたり、さらにその行為を隠し撮りして無修正のビデオを売ろうとする。ある時七歩が大金を持っていることを知り、卓と翠の3人で金を強奪しようとする。
杉野卓（たく）
演 - 柴田耕作
本家の若手組員で、達次の舎弟。達次と行動を共にしており、彼のセコいやり方の様々なしのぎに付き合っている。元手1本300円の病気治癒を謳った胡散臭いドリンクを1万円でさばこうとしたり、上記の翠の美人局動画の撮影にも付き合う。詳細は不明だが吃音らしき話し方をしている。その後花会には、彩子の護衛として付きそう。
玉城元真（たましろもとま）
演 - トミーズ雅
夏頃からしばらくの間本家に滞在していた客人。殺し屋らしき人物で15年前の“小倉事件”の主役とされ、これまでの人生の多くを刑務所で暮らしてきた。本家の空き部屋で寝泊まりしながら組の雑務などをして過ごしていた。ある日本家に訪れた名越のタバコにライターで火を付けたことから親しくなり彼の手下となる。本家を出た後、秋頃に吟二を拳銃で襲撃し自首した後“井出の親分の命令で撃った”と警察に証言する。

### 井手組の組員妻たち
番水彩子（さいこ）
演 - かたせ梨乃
番水と建設会社を経営している。春日を慕っている。吟二が殺されたことについて自分たち夫婦にも少なからず責任はあると考え、春日の代わりに玉城の妻を大阪に連れ来る役目を担う。子供はおらず番水と2人暮らし。その後番水が「株で儲けた」と言って手に入れた大金のことが引き金となり夫婦の間に溝が生じる。
徳田紗織
演 - 藤田朋子
徳田の妻。キャバクラ店で働いている。小学生の2人の娘がいる。徳田が吟二を裏切ってから密かに夫と電話で指示を受け、表向き春日や他の組員妻たちと仲良さそうに振る舞いながら彼女たちの動向を探る。吟二の死後、杏子が住んでいた秋葉組組事務所兼秋葉夫妻の自宅を乗っ取り自分たち家族で暮らし始める。
江川翠
演 - 中野若葉
達次の妻。以前は夫にソープ嬢として働かされていたが、現在は堅気として保険会社で働いている模様。達次のことは愛しているが、様々な金儲けに付き合わされることに少々不満を持っている。信金に800万円の預金を持っている。ある時美人局として他の男とエッチをするが、相手を怒らせてしまいトラブルとなる。

### 信用金庫の職員
岩岡卓哉
演 - 品川隆二
堺和信用金庫の理事長。3ヶ月前に吟二に5億円の融資を約束していたが、その話がマスコミにすっぱ抜かれたため融資話をなかったことにしトラブルとなる。信金の預金を横流しして50億円もの金を隠し持っている。信金の臨時総代会で井出組組員たちから隠し金のことが暴露されて槍玉に上げられる。
鴨居優一
演 - 西田健
堺和信金の営業部長で金庫番。理事長の娘婿。3ヶ月前、秋葉のホテル事業への融資を決めていた岩岡が他の暴力団に融資していた不祥事により、堺和信金の将来を不安視し秋葉への融資を取りやめるが。その後30億円の各資金を株券に変えて七歩と沖縄経由でフィリピンへの逃亡を企てる。七歩のことを心底愛している。
磯辺七歩
演 - 細川ふみえ
岩岡の秘書で、鴨居の愛人。したたかな性格で鴨居と付き合いながら、岩岡の不祥事発覚後から名越の情婦となり二股をかける。名越から、金への執着心と悪運の強さを気に入られている。その後鴨居が手に入れた岩岡の隠し金に目が眩み、2人で海外逃亡を図る。

### その他の人たち
坂口
演 - 佐々木勝彦
井手の担当弁護士。春日の面会に立ち会い、玉城の「井手から9月末に吟二殺しを依頼された」という証言に基づき、井手にその日のアリバイを尋ねる。玉城が偽証を認めた後、再び春日との面会に付き添い彼から殺しを命じた真犯人について聞く。
江頭
演 - 安部譲二
刑事。吟二殺し事件を担当。坂口、春日と共に井出のアリバイ確認の面会に立ち会う。
菱田行男
演 - 石倉英彦
春日の知人ヤクザらしき男性。東京在住。井出のアリバイ調べに東京に来た春日を、金蘭が暮らす部屋に案内する。台湾の言葉を話せるため、春日と金襴との通訳を務める。
金蘭（きんらん）
演 - 李丹
井出が入れ込んでいた台湾人女性。新宿の台湾クラブで働く。東京に訪ねてきた春日から頼まれ、井出のアリバイを証言するため大阪にやって来る。その後春日が身元引受人となり、井手の身の回りの世話をするようになる。
玉城亮子
演 - 小嶋ゆか
玉城の妻。沖縄県在住。自宅まで訪ねてきた彩子に連れられ、大阪に向かう。春日と杏子から、玉城に真実を証言するよう指示された後夫の面会に訪れる。
玉城の子供
演 - 杉田林太郎
重度の心臓疾患を抱えており沖縄の病院に入院中。アメリカでドナーが見つかり次第移植手術を受けに渡米する予定。
川西
演 - 中尾彬
名越の知人の大物ヤクザ。作中で日本一の組とされる“あけの組”のNo.2。番水によると「金の亡者となったヤクザたちの元締め」などと評されている。ヤクザとしての今後を考える名越から頼まれて、偶然を装いゴルフ場のクラブハウスに訪れ彼から番水を紹介される。
美紀
演 - 吉岡ちひろ

## スタッフ
- 監督 - 中島貞夫
- 企画 - 日下部五朗
- プロデューサー - 小柳憲子
- 原作 - 家田荘子（文藝春秋刊）
- 脚本 - 高田宏治
- 撮影 - 仙元誠三
- 照明 - 安藤清人
- 美術 - 松宮敏之
- 録音 - 佐俣マイク
- 整音 - 伊藤宏一
- 編集 - 荒木健夫
- 助監督 - 藤原敏之、平田博志、下戸聡
- 記録 - 谷慶子
- 装置：梶谷信男
- 装飾：極並浩史
- 背景：西村三郎
- 衣裳 - 大本猛
- 美粧：諸鍛冶恵子
- 結髪：山田眞佐子
- 撮影効果：塩見泰久
- 音響効果 - 竹本洋二、和田秀明
- 合成：根岸誠、近津晶子
- 進行：清水圭太郎
- 擬斗：上野隆三
- 刺青：毛利清二
- スタイリスト：高橋匡子（岩下志麻担当）、松島三季（かたせ梨乃担当）、笠元ゑり子、片柳利依子（竹内力担当）
- ヘアメイク：浦田尚美（岩下志麻担当）、鎌田真由美（かたせ梨乃担当）
- 茶道指導：前田宗寿
- 方言指導：森畑結美子、山元勢津子、村上かず
- フラワーコーディネイト：辻井季久生、林田三友紀
- カースタント：TA・KA
- 火薬効果：パイロテック
- 劇用車：小野順一
- 演技事務：石川正男
- スチール - 大木茂
- 企画協力 - 井波洋（ヒロプロダクション）
- キャスティング：葛原隆康
- 音楽 - 栗山和樹
- 音楽プロデューサー - おくがいち明
- 音楽製作：東映音楽出版
- 進行主任：佐藤鋼太

## 劇中歌
- 主題歌「河〜River〜」歌：和田アキ子（ワーナーミュージックジャパン）

作詞：森浩美、作曲：井上大輔、編曲：井上鑑